# Liste altkatholischer Kirchengebäude
Dies ist eine Liste altkatholischer Kirchengebäude, sortiert nach Nationalkirche, Patrozinium und Ort.

## Altkatholische Kirche der Niederlande
- St. Laurentius (Alkmaar)
- St. Georg (Amersfoort)
- St. Peter und Paul (Amsterdam)
- St. Johannes und Willibrord (Amsterdam)
- St. Willibrord (Arnhem)
- St. Barbara und Antonius (Culemborg)
- St. Maria und Ursula (Delft)
- St. Jakobus und Augustinus (Den Haag)
- St. Nikolaas (Den Helder)
- St. Maria Maior (Dordrecht)
- St. Agnes (Egmond aan Zee)
- St. Maria Magdalena (Eindhoven)
- St. Gummar und Pankratius (Enkhuizen)
- St. Johannes Baptist (Gouda)
- St. Martin (Groningen)
- St. Anna und Maria (Haarlem)
- St. Lebuin (Hengelo)
- St. Vitus (Hilversum)
- St. Adelbertus (IJmuiden)
- St. Engelmundus, IJmuiden
- St. Nikolaus (Krommenie)
- St. Friedrich und Odulf (Leiden)
- St. Augustinus (Middelburg), bis 2014 lutherische Kirche
- St. Michael und Johannes Baptist (Oudewater)
- St. Peter und Paul (Rotterdam), genannt Paradijskerk
- St. Johannes der Täufer, Maria Magdalena und Laurentius (Schiedam), genannt Huis te Poort
- St. Bartholomäus (Schoonhoven)
- St. Maria, Jakobus und Gertrud (Utrecht)

## Alt-Katholische Kirche in Deutschland

### Dreifaltigkeitskirchen
- Schlosskirche (Mannheim)

### Christuskirchen
- Christuskirche (Blumberg)
- Christuskirche (Heßloch)
- Christuskirche (Konstanz)
- Christuskirche (Offenbach am Main)
- Christuskirche (Zell)

### Erlöserkirchen
- Erlöserkirche (Dettighofen)
- Erlöserkirche (Fützen)
- Erlöserkirche (Heidelberg)
- Erlöserkirche (Mannheim-Gartenstadt)

### Auferstehungskirchen
- Christi Auferstehung (Furtwangen)
- Auferstehungskirche (Hagen)
- Auferstehungskirche (Karlsruhe)
- Pfarrkirche Christi Auferstehung (Köln)
- Auferstehungskirche (Passau)

### Sonstige Christuspatrozinien
- Namen-Jesu-Kirche (Bonn) (Pfarr- und Bischofskirche von 1877 bis 1934, seit 2012 wieder in Gebrauch)
- Pfarrkirche Erscheinung Christi (Krefeld)
- Christi Himmelfahrt (Kaufbeuren-Neugablonz)
- Verkündigung des Herrn (Bottrop), siehe Kreuzkampkapelle (Bottrop)

### Friedenskirchen
- Friedenskirche (Essen)
- Friedenskirche (Wiesbaden)
- Friedenskirche (Saarbrücken)

### Heiliggeistkirchen  / Spitalkirchen
- Spitalkirche (Baden-Baden)
- Spitalkirche Heilig Geist (Augsburg) (seit Sommer 2012 ist die Augsburger Gemeinde in der Apostelin-Junia-Kirche)

### Heilig-Kreuz-Kirchen
- Heilig-Kreuz-Kapelle (Lottstetten) (Filialkirche)
- Heilig-Kreuz-Kapelle (Tiengen); Nutzung erloschen

### Allerheiligenkirchen
- Allerheiligenkirche (Bad Säckingen)
- Allerheiligenkapelle (Nürnberg) (Landauerkapelle)
- Pfarrkirche Allerheiligen (Rosenheim)

### Johannes-Baptist-Kirchen
- St. Johanneskirche (Kommingen)
- St. Johannes der Täufer (Name der Gemeinde Münster) St.-Johannes-Kapelle (Münster); Gastrecht durch die ev. Gemeinde seit den 1950er Jahren

### Apostelkirchen
- St. Peter und Paul (Weidenberg)
- St.-Jakobus-Kapelle (Koblenz)
- Johannes-Gemeindezentrum (Kassel)

#### Thomaskirche
- Thomaskirche (Düsseldorf-Reisholz) (Klarenbachkirche)
- St. Thomaskirche (Singen)

### Kirche mit weiteren Heiligenpatrozinien

#### Franziskuskirchen
- Franziskuskirche (Oberursel)[1]
- St. Franziskus (Name der Gemeinde Bielefeld; inzwischen erloschen)

#### Katharinenkirchen
- Katharinenkapelle (Landau in der Pfalz)
- St. Katharina (Stuttgart)

#### Magdalenenkirchen
- Kirche Maria von Magdala (Kempten)
- Hauskirche Maria von Magdala (Berlin)

#### Marienkirchen
- Liebfrauenkirche (Meßkirch)

#### Martinskirchen
- St. Martinskirche (Schwaningen)
- Gemeindezentrum St. Martin[2] (Dortmund-Kley)
- St. Martin[3] (Patrozinium der Gemeinde Würzburg)

#### Sebastianskirchen
- Sebastianskapelle (Ladenburg)
- St. Sebastiankirche (Sauldorf)
- St. Sebastiankirche (Stühlingen) „im Städle“ (Stadtkirche)

#### Willibrordkirchen
- St. Willibrord (Frankfurt); als Simultankirche mit der Anglikanischen und Episcopal-Gemeinde erbaut, seit 1985 im alleinigen Besitz der Englischen Gemeinde. Die Alt-Katholische Gemeinde hat seit den 1980er Jahren ein patrozinienloses Gemeindezentrum.[4]
- St. Willibrord (München)

### Kirchen mit einzelnen Heiligenpatrozinium
- Angélique-Arnauld-Kirche (Hannover)
- St. Cyprian (Bonn)
- St. Dominikus (Kaufbeuren) (Filialkirche)
- St. Ignatius (Regensburg) (Bruderhauskirche)
- St. Ignatius (Münster) (vom 26. Dezember 1939 bis zur Zerstörung am 10. Oktober 1943 durch die Alt-Katholische Gemeinde genutzt)[5]
- Apostelin-Junia-Kirche (Augsburg)
- St. Margarethenkapelle (Mundelfingen)
- St. Markus (Aachen)
- St. Mattias (Offenburg)
- St. Nikolaus (Coburg)
- St. Stephanuskirche (Randen)
- St. Theresia (Nordstrand)
- St. Ursula (Freiburg im Breisgau)

## Christkatholische Kirche der Schweiz
- Augustinerkirche (Zürich)
- Christuskirche (St. Gallen)
- Franziskanerkirche (Solothurn)
- St. Gallus (Kaiseraugst)
- St. Leodegar (Möhlin)
- St. Martin (Rheinfelden)
- St. Peter und Paul (Bern) (Kathedralkirche)
- Predigerkirche (Basel)
- Stiftskirche Schönenwerd

## Altkatholische Kirche Österreichs

### Kirchen mit Christuspatrozinien
- Auferstehungskirche (Graz)
- Christuskapelle (Wien-Ost im Simmering)
- Christuskirche (Ried im Innkreis)
- Heilandskirche (Wien-West, in Sechshaus)
- Sankt Salvator (Kathedralkirche Wien)
- Zum guten Hirten (Wien-Brigittenau)

### Kirchen mit anderen Patrozinien
- Bürgerspitalkirche (St. Pölten)
- Elisabethkapelle/Mautner Markhof’sche Kinderspitalskapelle (Wien-Ost in Landstraße)
- Johanneskapelle im Schloss Mirabell (Salzburg)
- Prunerstiftskirche (Linz)
- St. Annakapelle (Baden)
- St. Heinrich und Kunigunde (Villach)
- St. Markus (Klagenfurt)
- Waisenhauskirche (Mödling, Simultankirche mit Ev. Gemeinde)
- Willibrordkapelle (Krems a. d. D.)

## Altkatholische Kirche in Tschechien
- St. Laurentius (Prag) (Kathedralkirche)
- Kreuzerhöhungskirche, Prag
- St.-Maria-von-Magdala Kirche, Prag
- Hl.-Familie-Kirche, Prag
- St.-Cyrill und Method-Kirche, Brünn
- Himmelfahrt-Kirche, Dessendorf
- Hl.-Geist-Kirche, Friedland an der Mohra
- St.-Kreuz-Kirche, Gablonz an der Neiße
- Kreuzerhöhungskirche Iglau
- St.-Johannes-Evangelist-Kirche, Mährisch-Schönberg
- St.-Philipp und Jakob-Kirche, Tabor
- Konkathedrale Verwandlung Christi (Varnsdorf)
- Auferstehungskirche, Zlin

## Polnisch-Katholische Kirche

### Christuskirchen
- Christuskirche (Bolesław)
- Christuskirche (Graudenz)

### Auferstehungskirchen
- Auferstehungskirche (Bromberg)
- Auferstehungskirche (Horodło)

### Heiliggeistkirchen
- Heilig-Geist-Kirche (Tarłów)
- Heilig-Geist-Kathedrale (Warschau) (Kathedralkirche der Diözese Warschau)

### Heilig-Kreuz-Kirchen
- Heilig-Kreuz-Kirche (Freiwaldau)
- Heilig-Kreuz-Kirche (Goldberg)
- Heilig-Kreuz-Kirche (Gorzków)
- Heilig-Kreuz-Kirche (Liebau)
- Heilig-Kreuz-Kirche (Tarnów)
- Heilig-Kreuz-Kirche (Majdan Nepryski)

### Herz-Jesu-VerehrungHerz-Jesu-Kirchen
- Herz-Jesu-Kirche (Bażanówka)
- Herz-Jesu-Kirche (Bukowno)
- Herz-Jesu-Kirche (Jaćmierz)
- Herz-Jesu-Kirche (See Buckow)
- Herz-Jesu-Kirche (Zamość)

### Verklärungskirchen
- Verklärung des Herrn (Jastkowice)
- Verklärung des Herrn (Krakau I)
- Verklärung des Herrn (Stargard in Pommern)

### Kirchen zum Guten Hirten
- zum Guten Hirten (Elbing)
- zum Guten Hirten (Sagan → Żagań)
- zum Guten Hirten (Łęki Dukielskie)

### Johannes-Baptist-Kirchen
- Johannes-Baptist-Kirche (Świeciechów)

### Apostelkirchen
- St. Peter (Gottsberg)
- St. Matthäus (Ruda-Huta)
- St. Jakobus (Żółkiewka)

#### Peter-und-Paul-Kirchen
- St. Peter und Paul (Kielce)
- St. Peter und Paul (Konstancin-Jeziorna)
- St. Peter und Paul (Lipa)
- St. Peter und Paul (Nowy Maciejów)
- St. Peter und Paul (Stettin)

### Franziskuskirche
- St. Franziskus (Okół)

### Magdalenenkirche
- Magdalenenkirche (Breslau) (Kathedralkirche der Diözese Breslau)

### Marienkirchen
- Mariä Aufnahme in den Himmel (Allenstein)
- Maria auf Sieg (Chełm)
- Unsere Liebe Frau von der Immerwährenden Hilfe (Długi Kąt)
- Geburt der Jungfrau Maria (Frankenstein)
- Unserer Lieben Frau (Gdingen)
- Unserer Lieben Frau der Königin der Polen (Grünberg)
- Unsere Liebe Frau von der Immerwährenden Hilfe (Hirschberg im Riesengebirge)
- Mariä Aufnahme in den Himmel (Hucisko)
- Unserer Lieben Frau Kotłów (Prokathedralkirche der Diözese Breslau)
- Unserer Lieben Frau der Königin der Engel (Kosarzew)
- Mariä Aufnahme in den Himmel (Krakau II)
- Unsere Liebe Frau von der Immerwährenden Hilfe (Libiąż)
- Unserer Lieben Frau der Pfingsten (Lissa)
- Mariä Himmelfahrt (Lublin)
- Unsere Liebe Frau von der Immerwährenden Hilfe (Mallmitz)
- Geburt der Jungfrau Maria (Obórki)
- Geburt der Jungfrau Maria (Thorn)
- Unserer Lieben Frau der Königin die Engel (Tolkemit)
- Unserer Lieben Frau der Königin der Apostel (Tschenstochau) (Kathedralkirche der Diözese Krakau-Tschenstochau)
- Unserer Lieben Frau vom Rosenkranz (Osówka)
- Unserer Lieben Frau (Ostrowiec Świętokrzyski)
- Unserer Lieben Frau vom Rosenkranz (Sanok)
- Unsere Liebe Frau von der Immerwährenden Hilfe (Skadla)
- Schmerzhafte Muttergottes (Skarżysko-Kamienna)
- Schmerzhafte Muttergottes (Sosnowitz)
- Unserer Lieben Frau der Königin der Polen (Strzyżew)
- Unsere Liebe Frau von der Immerwährenden Hilfe (Strzyżowice) (Prokathedralkirche der Diözese Krakau-Tschenstochau)
- Unserer Lieben Frau der Königin des Friedens (Studzianki Pancerne)

### Kirchen mit einzelnen Heiligenpatrozinium
- St. Anna (Bielitz-Biala)
- St. Cyrill und Methodius (Dąbrówka)
- St. Isidor (Grudki)
- St. Barbara (Krzykawa-Małobądz)
- St. Josef (Landsberg an der Warthe)
- St. Kasimir (Posen)
- St. Antonius (Rokitno Szlacheckie)
- St. Antonius (Majdan Leśniowski)
- St. Antonius (Schweidnitz)
- St. Josef (Tarnogóra)
- St. Laurentius (Turowiec)

### Kirchen mit sonstigen Patrozinien
- Corpus Christi (Danzig)
- Hl. Familie (Łódź)
- Barmherzigkeit Gottes (Warschau II)